# Oluf Borch de Schouboe (statsråd)
 Der er flere personer med dette navn, se Oluf Borch de Schouboe (stiftamtmand). Der er for få eller ingen kildehenvisninger i denne artikel, hvilket er et problem. Du kan hjælpe ved at angive troværdige kilder til de påstande, som fremføres i artiklen.

Oluf Borch de Schouboe (5. juni 1777 i Bergen – 21. december 1844 i Stockholm) var en dansk-norsk statsråd og stiftamtmand, bror til Ulrik Frederik Anton de Schouboe.
Han var en søn af stiftamtmand Christian de Schouboe. Han blev student 1795 og juridisk kandidat 1801, hvorefter han gjorde en rask karriere på embedsbanen, som kancellisekretær og byfoged i Nykøbing Sjælland (1801), kammerråd og byfoged i Helsingør (1806), senere kancelliråd og 1807 virkelig justitsråd. Schouboe var i disse år anset for en dygtig jurist, bl.a. ønskede Christian Colbjørnsen at få ham ind i Danmarks Højesteret. I 1810 kom han til Norge som amtmand i Stavanger Amt og forflyttedes derfra 1812 som stiftamtmand i Christianssands Stift. Med dette embede forenede han også amtmandskabet i Nedenæs og Råbyggelaget, fra 1815 i Lister og Mandal. I 1814 optrådte han som en ivrig tilhænger af Christian Frederik, men kunne ikke hindre, at der såvel fra stiftsstaden som fra amtet valgtes modstandere af regentens politik til medlemmer af Rigsforsamlingen. Han blev også i maj 1814 udnævnt til kammerherre. I september 1814 blev han udnævnt til stiftamtmand i Bergen, men fik efter eget ønske tilladelse til at beholde sit tidligere embede. I 1827 ansøgte han om at blive justitiarius i Norges Højesteret; men Christian Magnus Falsen blev ham da foretrukket.
Efterhånden svandt hans gamle renommé. I 1830 modtog han tilbud fra kongen om at indtræde i Statsrådet i den efter Hans Hagerup Falbe ledige plads, men blev desuagtet ikke udnævnt. Derimod bestemte kongen sig i 1836 for at udnævne ham til statsråd, hvilket også skete 10. november. Schouboe havde da stemningen imod sig. Den nyudnævnte statholder, grev Herman Wedel-Jarlsberg, lod kongen vide, at et sådant valg alene kunne tilrådes, hvis hans majestæt ville have en mand af ringe betydning som medlem af kongens råd. Oppositionsbladet Statsborgeren kritiserede udnævnelsen skarpt, og det regeringen mere nærstående organ Den konstitutionelle benyttede anledningen til ironisk at gøre opmærksom på forskellen mellem en statsråd og en statsmand. Han blev chef for Kirkedepartementet og forblev i regeringen indtil sin død, der indtraf 21. december 1844 i Stockholm.
Schouboe ægtede 6. januar 1799 Frederikke Christine Dorothea von Munthe af Morgenstierne (1773-1835), datter af stiftamtmand Caspar Wilhelm von Munthe af Morgenstierne.